# Olesja Alieva
Olesja Murtazalievna Alieva (in russo Олеся Муртазалиевна Алиева?; Kamennomostskij, 17 agosto 1977) è un'ex sciatrice alpina russa.

## Biografia
La Alieva esordì in Coppa Europa il 31 gennaio 1996 a Innerkrems, classificandosi 74ª in discesa libera, e ai Giochi olimpici invernali a Nagano 1998, dove fu 37ª nel supergigante. Nella stagione 1998-1999 debuttò in Coppa del mondo, il 27 novembre a Lake Louise piazzandosi 54ª in discesa libera, e ai Campionati mondiali: a Vail/Beaver Creek 1999 fu 33ª nella discesa libera e non completò il supergigante.
Nella stagione 1999-2000 colse i suoi due podi in Coppa Europa, due terzi posti (il 22 dicembre all'Alpe d'Huez in supergigante, il 3 febbraio a Villars-sur-Ollon in discesa libera) e ottenne il risultato più prestigioso della sua carriera, un podio in Coppa del Mondo: conquistò infatti il 3º posto nella discesa libera di Lenzerheide del 5 marzo, alle spalle della svizzera Corinne Imlig e della tedesca Petra Haltmayr e a pari merito con l'austriaca Renate Götschl.
Ai Mondiali di Sankt Anton am Arlberg 2001 non completò nessuna delle gare cui prese parte (la discesa libera, il supergigante e lo slalom gigante), così come quattro anni dopo nella rassegna iridata di Bormio/Santa Caterina Valfurva (lo slalom gigante). Nel 2006 fu per l'ultima volta al via in Coppa del Mondo, nello slalom gigante di Ofterschwang del 4 febbraio nel quale non si qualificò per la seconda manche, e ai Giochi olimpici invernali: a Torino 2006 si classificò 33ª nella discesa libera, 42ª nel supergigante e non completò lo slalom gigante. Si congedò dal Circo bianco vincendo uno slalom gigante, valido come gara FIS, a Magnitogorsk il 31 marzo dello stesso anno.

## Palmarès

### Coppa del Mondo
- Miglior piazzamento in classifica generale: 79ª nel 2000
- 1 podio:
  - 1 terzo posto

### Coppa Europa
- Miglior piazzamento in classifica generale: 19ª nel 2000
- 2 podi:
  - 2 terzi posti

### Campionati russi
- 17 medaglie[1]:
  - 13 ori (slalom gigante nel 1997; discesa libera, supergigante nel 1998; discesa libera, supergigante, slalom gigante nel 1999; slalom gigante nel 2000; slalom gigante nel 2001; slalom gigante nel 2002; slalom gigante nel 2004; supergigante, slalom gigante nel 2005; slalom gigante nel 2006)
  - 2 argenti (discesa libera nel 2005; supergigante nel 2006)
  - 2 bronzi (discesa libera, supergigante nel 2002)